# Nacional Atlético Clube (Rolândia)
Il Nacional Atlético Clube, meglio noto come Nacional, è una società calcistica brasiliana con sede nella città di Rolândia.

## Storia
Nel 1998, il Nacional vinse la terza divisione del Campionato Paranaense e nel 2003 il club vinse la seconda divisione del Campionato Paranaense, dopo aver terminato davanti a Cianorte, ADAP, Marechal, Dois Vizinhos e Foz do Iguaçu nella fase finale.
Nel 2004, il club partecipò al campionato brasiliano di terza divisione, ma fu eliminato nella prima fase.

## Palmarès

### Competizioni statali
- Campeonato Paranaense Segunda Divisão: 2

2003, 2008
- Campeonato Paranaense Terceira Divisão: 2

1998, 2018
- Taça FPF: 1

2019